# Hubert Bradel
Hubert Bradel (* 31. März 1920 in Gleiwitz-Oehringen; † 13. Juni 2002 in Raisdorf) war ein deutscher Hornist.
Hubert Bradel begann seine Instrumentalausbildung als Kind auf der Violine. Den ersten Zugang zum Waldhorn fand er mit 15 Jahren über sein Studium an der Musikakademie Breslau. Ab 1938 wurde er Mitglied im Schlesischen Philharmonischen Orchester Breslau, dies wurde durch Einberufung zum Militärdienst bald beendet.
Nach dem Krieg und Genesung von Verwundungen begann Hubert Bradel 1947 im Philharmonischen Orchester der Hansestadt Lübeck, zunächst als Bratschist und bald wieder als Hornist, zuletzt als Solohornist. 1950 erfolgte der Wechsel zum NDR Sinfonieorchester nach Hamburg.
Ab 1959 bis 1974 war Hubert Bradel Mitglied des Philharmonischen Staatsorchesters Hamburg und in dieser Zeit über viele Jahre Mitglied der Bayreuther Festspiele. In dieser Zeit spielte er unter der Leitung von Hans Knappertsbusch, Wilhelm Furtwängler, Karl Böhm, Joseph Keilberth, Wolfgang Sawallisch und Horst Stein. 
Ab 1974 bis 1979 lehrte er als Professor an der Tokyo University of Fine Arts and Music sowie an der Musashino Academy of Music in Tokyo.
Ab 1979 bis zu seinem Lebensende setzte er sich intensiv für die Jagdmusik in Schleswig-Holstein ein mit zahlreichen Teilnahmen an Wettbewerben sowie der Durchführung der Hubertusmesse im Kreis Plön sowie in Dänemark.
| Personendaten    | Personendaten      |
| ---------------- | ------------------ |
| NAME             | Bradel, Hubert     |
| KURZBESCHREIBUNG | deutscher Hornist  |
| GEBURTSDATUM     | 31. März 1920      |
| GEBURTSORT       | Gleiwitz-Oehringen |
| STERBEDATUM      | 13. Juni 2002      |
| STERBEORT        | Raisdorf           |